# 네덜란드 배구 국가대표팀
네덜란드 배구 국가대표팀(네덜란드어: Nederlandse volleybalploeg)은 네덜란드를 대표하여 국가대항전에 참가하는 배구 국가대표팀으로 네덜란드 배구 연맹에 의해 운영된다.